# Volker Stolle
Volker Stolle (* 27. Februar 1940 in Stolp) ist ein deutscher lutherischer Theologe.

## Wirken
Stolle wirkte nach dem Studium der Theologie in Oberursel, Münster, Heidelberg und Hamburg als wissenschaftlicher Assistent am Institutum Judaicum Delitzschianum in Münster. 1972 erfolgte seine Promotion zum Dr. theol. Anschließend war er von 1972 bis 1978 Pastor an der Epiphanias-Gemeinde der Selbständigen Evangelisch-Lutherischen Kirche (SELK) in Bochum. Von 1978 bis 1984 war er als Missionsdirektor der Mission evangelisch-lutherischer Freikirchen (Bleckmarer Mission) tätig. Von 1984 bis 2005 war er Professor für Neues Testament und Missionswissenschaft an der Lutherischen Theologischen Hochschule Oberursel. Mehrfach hatte er dort die Position des Rektors inne. Seit 2005 ist er im Ruhestand.

## Persönliches
Stolle ist verheiratet und hat drei Kinder. Er lebt mit seiner Frau in Mannheim.

## Veröffentlichungen (Auswahl)

### Als Autor
- Der Zeuge als Angeklagter. Untersuchungen zum Paulusbild des Lukas. Zugl. Dissertation 1972. W. Kohlhammer, Stuttgart 1973, ISBN 3-17-001507-9.
- mit Hartmut Günther: Die Wörter verstehen und das Wort verkündigen. Studierenden der Theologie gepredigt. Verlag: Lutherisch Theologische Hochschule, Oberursel 1989, ISBN 3-921613-24-8.
- Wer seine Hand an den Pflug legt. Die missionarische Wirksamkeit der selbständigen evangelisch-lutherischen Kirchen in Deutschland im 19. Jahrhundert. Verlag der Lutherischen Buchhandlung Heinrich Harms, Groß Oesingen 1992, ISBN 3-922534-68-6.
- mit Jan Wild: Zum Beispiel Stolp/Slupsk. Lutherische Kontinuität in Pommern über Bevölkerungs- und Sprachwechsel hinweg. Verlag: Lutherisch Theologische Hochschule, Oberursel 1998, ISBN 3-921613-36-1.
- Auf dass Gott zu Wort komme. Evangelisation und missionarischer Gemeindeaufbau in der Geschichte der Selbständigen Evangelisch-Lutherischen Kirche [Oberurseler Hefte Heft 39]. Verlag: Lutherisch Theologische Hochschule, Oberursel 2001, ISBN 978-3-921613-40-5.
- Luther und Paulus. Die exegetischen und hermeneutischen Grundlagen der lutherischen Rechtfertigungslehre im Paulinismus Luthers. [Arbeiten zur Bibel und ihrer Geschichte, Band 10], Evangelische Verlagsanstalt, Leipzig 2002, ISBN 978-3-374-01990-8.
- Festhalten und Fortschreiten. Karl Friedrich August Kahnis (1814–1888) als lutherischer Theologe. [Kontexte. Neue Beiträge zur historischen und systematischen Theologie, Band 43] Edition Ruprecht, Göttingen 2011, ISBN 978-3-7675-7153-2.
- Das Markusevangelium. Text, Übersetzung und Kommentierung (unter besonderer Berücksichtigung der Erzähltechnik). Göttingen 2015, ISBN 978-3-8469-0175-5.
- Lutherische Schulen von 1835 bis 1940. Das Schulwesen der Evangelisch-Lutherischen Kirche in Preußen (Altlutheraner). Edition Ruprecht, Göttingen 2017, ISBN 3-8469-0264-0.
- Lutherische Kirche im gesellschaftlichen Wandel des 19. und 20. Jahrhunderts. Aus der Geschichte selbstständiger evangelisch-lutherischer Kirchen in Deutschland. Edition Ruprecht, Göttingen 2019, ISBN 3-8469-0310-8.
- Biblische Orientierung in der Begegnung von Christen und Juden. Die Abkehr vom Judenbild Luthers in der lutherischen Theologie. Evangelische Verlagsanstalt, Leipzig 2021, ISBN 3-374-06897-9.
- Die Offenbarung des Evangeliums. Ein paulinisches Konzept und seine Rezeption im Luthertum. Wissenschaftliche Buchgesellschaft, Darmstadt 2022, ISBN 3-534-27540-3.
- Die Kelchstrophe im evangelischen Kirchenlied. Evangelische Verlagsanstalt, Leipzig 2023, ISBN 978-3-374-07496-9
- Der Ritter als Metapher des modernen Mensch, in: Lutherische Theologie und Kirche 48 (2024), S. 89–123, ISSN 0170-3846

### Als Herausgeber
- mit Jobst Schöne: Unter einem Christus sein und streiten. Festschrift zum 70. Geburtstag von Friedrich Wilhelm Hopf. Verlag der Evangelisch-Lutherischen Mission, Erlangen 1980, ISBN 3-87214-128-7.
- Kirche aus allen Völkern. Luther-Texte zur Mission. Verlag der Evangelisch-Lutherischen Mission, Erlangen 1983; überarb. und erw. Neuauflage 2015, ISBN 978-3-87214-547-5.

- Türen öffnen. Zugänge zu Bibel. Verlag der Lutherischen Buchhandlung Heinrich Harms, Groß Oesingen 1991, ISBN 3-922534-63-5.
- Kirchenmission nach lutherischem Verständnis. Vorträge zum 100jährigen Jubiläum der Lutherischen Kirchenmission (Bleckmarer Mission). Lit-Verlag, Münster 1993, ISBN 3-89473-864-2.